# Jochen Pollex
Joachim « Jochen » Pollex, né le 6 juin 1947, à Wismar, en République démocratique allemande, est un ancien joueur allemand de basket-ball. Il évolue durant sa carrière au poste d'arrière.

## Palmarès
- Coupe d'Allemagne 1970, 1971, 1975